# اسپیرونولاکتون
اسپیرونولاکتون (به انگلیسی: Spironolactone)
نام تجارتی: آلداکتون، کانرنول، لوویون
طبقه‌بندی فارماکولوژیک: دیورتیک نگهدارنده پتاسیم، آنتاگونیست آلدوسترون.
طبقه‌بندی درمانی: درمان خیز، ضد هایپرتانسیون و درمان پر مویی در زنان

## تاریخچه
اسپیرونولاکتون در سال ۱۹۵۷ کشف و در سال ۱۹۵۹ به داروخانه‌ها عرضه شد. این دارو در فهرست داروهای ضروری سازمان جهانی بهداشت قرار دارد. این دارو به عنوان یک داروی ژنریک در دسترس است. در سال ۲۰۲۰، این دارو با بیش از ۱۳ میلیون نسخه، پنجاه و یکمین داروی رایج تجویز شده در ایالات متحده بود.

## مکانیسم اثر
با اثر بر توبول دیستال نفرونهای کلیه موجب کاهش بازجذب سدیم و افزایش بازجذب پتاسیم می‌شود.

## موارد و طریقه مصرف
۱-درمان خیز ناشی از سیروز کبدی، سندرم نفروتیک و نارسایی قلبی، و ریزش مو بالغین: روزانه ۲۵ تا ۲۰۰ میلی‌گرم منقسم در ۳ دوز [۲ تا ۴ دوز] تا حداقل ۵ روز و ادامه با ۷۵ تا ۴۰۰ میلی‌گرم در روز در ۲ تا ۴ دوز منقسم.
در کودکان شروع با ۱ تا ۳ میلی‌گرم به ازای هر کیلوگرم از وزن بدن در روز به صورت دوز واحد یا منقسم در ۲ تا ۴ دوز و تنظیم دوز بعد از ۵ روز: دوز را می‌توان تا ۳ برابر مقدار شروع آن افزایش داد. (همگی موارد فوق به صورت PO یا خوراکی)
۲- درمان هایپرتانسیون، در بالغین: شروع با ۵۰ تا ۱۰۰ میلی‌گرم در روز به صورت PO به صورت دوز واحد یا منقسم در ۲ تا ۴ دوز برای حداقل دو هفته و سپس تنظیم دوز هر دو هفته یک بار تا ۲۰۰ میلی‌گرم در روز به صورت دوز نگهدارنده MD برحسب نیاز بیمار. در کودکان شبیه درمان خیز و آسیت (در بالا ذکر گردید)
۳- درمان هیپوکالمی ناشی از دیورتیکها، در بالغین: ۲۵ تا ۱۰۰ میلی‌گرم روزانه به صورت PO
۴- تشخیص هیپرآلدوسترونیسم اولیه، ۴۰۰ میلی‌گرم در روز در ۲ تا ۴ دوز منقسم در ۳ تا ۴ هفته (آزمون طولانی مدت) یا ۴ روز (آزمون کوتاه مدت)
۵- درمان هیپرآلدوسترونیسم اولیه در بالغین ۱۰۰ تا ۴۰۰ میلی‌گرم در روز در ۲ تا ۴ دوز منقسم قبل از جراحی

## موارد منع مصرف
حساسیت مفرط به دارو، آنوری، نارسایی کلیه (حاد و مزمن) و به‌طور کلی در اختلالات شدید کلیوی، نفروپاتی دیابتی، مصرف همزمان با سایر دیورتیکهای نگهدارنده پتاسیم یا با ترکیبات پتاسیم، پتاسیم سرم بالاتر از ۵٫۵ میلی اکی والان در لیتر (هیپرکالمی)

## اشکال دارویی
قرص ۱۰۰–۲۵ میلی‌گرمی

## عوارض جانبی
سردرد، تهوع، استفراغ یا کرامپ معدی، بی اشتهایی، اسهال (تحریک گوارشی)، هیپرکالمی (معمولاً اولین علامت نامنظمی ضربان قلب است که به آسانی با ECG تشخیص داده می‌شود)، دهیدراتاسیون، هیپوناترمی، اسیدوز
کاهش‌توانایی جنسی، بزرگ شدن پستانها(ژنیکوماستی)، بی‌نظمی قاعدگی، کسالت، اغتشاش شعور، بثورات جلدی، افزایش‌پتاسیم خون، کاهش سدیم خون، مسمومیت کبدی، ریزش مو و نرمی استخوان بامصرف این دارو گزارش شده‌است.

### عوارض شایع اسپیرونولاکتون در زنان
قرص اسپیرونولاکتون در بسیاری از زنان برای درمان آکنه، هیرسوتیسم (موهای زائد) و مشکلات هورمونی تجویز می‌شود، اما مانند هر داروی دیگری، مصرف آن می‌تواند با برخی از عوارض شایع همراه باشد. این عوارض ممکن است به‌ویژه در ابتدای مصرف یا در صورت تغییر دوز دارو بیشتر مشاهده شوند. برخی از عوارض در زنان: 
- تغییرات سیکل قاعدگی
- افزایش حجم ادرار
- احساس خستگی و کسالت

و در برخی موارد:
- افزایش سطح پتاسیم خون
- مشکلات کلیوی
- کاهش فشارخون